# Освајачи олимпијских медаља у пливању — 50 метара слободно за жене
Освајачи олимпијских медаља у пливању за жене у дисциплини 50 м слободно, приказани су у следећој табели. Ова дисциплина увршћена је у програм Олимпијским играма 1988 и Сеулу Јужна Кореја и на програму је и данас. Резултати су приказани у секундама.
| Олимпијске игре       | Злато                              | Злато    | Сребро                        | Сребро | Бронза                           | Бронза |
| --------------------- | ---------------------------------- | -------- | ----------------------------- | ------ | -------------------------------- | ------ |
| Сеул 1988. детаљи     | Кристин Ото · Источна Немачка      | 25,49 ОР | Јанг Вењи · Кина              | 25,64  | Џил Стеркел Сједињене Државе     | 25,71  |
| Сеул 1988. детаљи     | Кристин Ото · Источна Немачка      | 25,49 ОР | Јанг Вењи · Кина              | 25,64  | Катрин Мајснер · Источна Немачка | 25,71  |
| Барселона 1992 детаљи | Јанг Вењи · Кина                   | 24,79 СР | Јонг Џуанг · Кина             | 25,08  | Енџел Мартино · Сједињене Државе | 25,23  |
| Атланта 1996 детаљи   | Ејми Ван Дајкен · Сједињене Државе | 24,87    | Ле Ђингји · Кина              | 24,90  | Сандра Велкер · Немачка          | 25,14  |
| Сиднеј 2000 детаљи    | Инге де Бројн · Холандија          | 24,32    | Терезе Алшамар · Шведска      | 24,51  | Дара Торес · Сједињене Државе    | 24,63  |
| Атиона 2004 детаљи    | Инге де Бројн · Холандија          | 24,58    | Малиа Метела · Француска      | 24,89  | Либи Лентон · Аустралија         | 24,91  |
| Пекинг 2008 детаљи    | Брита Штефен · Немачка             | 24,06 ОР | Дара Торес · Сједињене Државе | 24,07  | Кејт Кембел · Аустралија         | 24,17  |

## Биланс медаља, 50 метара слободно за жене
|    | Држава           | Злато | Сребро | Бронза | Укупно |
| -- | ---------------- | ----- | ------ | ------ | ------ |
| 1. | Холандија        | 3     | 0      | 0      | 3      |
| 2. | Кина             | 1     | 3      | 0      | 4      |
| 3. | Источна Немачка  | 1     | 0      | 1      | 2      |
| 3. | Немачка          | 1     | 0      | 1      | 2      |
| 5  | Сједињене Државе | 0     | 1      | 2      | 3      |
| 6. | Француска        | 0     | 1      | 0      | 1      |
| 6. | Шведска          | -     | 1      | 0      | 1      |
| 8  | Аустралија       | -     | -      | 2      | 2      |
|    | Укупно (8)       | 6     | 6      | 7      | 19     |